# Tordères
Tordères là một xã trong tỉnh Pyrénées-Orientales, vùng Occitanie phía nam nước Pháp. Xã Tordères nằm ở khu vực có độ cao t 139-390 mét trên mực nước biển.